# Поло Костанзо
Поло Костанзо (енгл. Paulo Costanzo; IPA:
 
) је канадски глумац, рођен 21. септембра 1978. у Брамптону. Најпознатији је по улози у филму Бруцоши у фрци из 2000. и у ТВ серији Џои која се емитовала од 2004. до 2006. 